# Suuresadama
Suresadama − wieś w Estonii, w prowincji Hiuma, w gminie Pühalepa.

## Natura
Przez wieś przepływa rzeka Kõlu. To właśnie w Suuresadama rzeka wpada do morza.